# Kirchdorf am Inn
For the town in Upper Austria, see Kirchdorf am Inn, Austria.
Kirchdorf am Inn là một đô thị trong huyện Rottal-Inn bang Bayern thuộc nước Đức.